# بريان كاميلو رييس
بريان كاميلو رييس (بالإسبانية: Bryan Reyes) (17 أغسطس 1992 في كولومبيا - ) هو لاعب كرة قدم كولومبي في مركز الوسط. لعب مع أوداكس إيتاليانو وسان لويس دي كويلوتا وTigres F.C. ‏.

## وصلات خارجية
- بريان كاميلو رييس على موقع قاعدة بيانات كرة القدم.إي يو (الإنجليزية)
- بريان كاميلو رييس على موقع Soccerway.com (الإنجليزية)
- بريان كاميلو رييس على موقع AS.com (الإسبانية)